# Daddy Cool (Boney M.)
»Daddy Cool« je skladba nemške disko skupine Boney M. iz leta 1976 in njihov drugi izdan single.
Skladbo sta skupaj napisala producent, boter in ustanovitelj te skupine, Frank Farian (Franz Reuther) ter George Reyam (Hans-Jörg Mayer), oba iz Zahodne Nemčije. Skladba je bila 31.5.1976 najprej izdana kot single, ki je imel na B-strani priredbo skladbe "No Woman, No Cry" in nemudoma postala njihova prva velika mednarodna uspešnica, ki je postala hit tudi v Veliki Britaniji. Zato so morali zelo na hitro, le mesec kasneje, izdati njihov debitantski studijski album Take the Heat off Me, na katerem se skladba prav tako nahaja.
Sprva velik hit, številka 1 samo v Zahodni Nemčiji, skladba v tujini ni požela večjega odmeva in zanimanja. Vse se je spremenilo septembra 1976, potem ko so gostovali na nemški glasbeni TV oddaji Musikladen. Po tem je skladba zasedla prva mesta lestvic širom Evrope (Avstrija, Belgija, Francija, Norveška, Španija, Švedska, Švica); 6. mesto v Veliki Britaniji. Zašla pa je tudi v druge konce sveta; 2. mesto v Južni Afriki, 5. mesto v Avstraliji, 15. mesto na Novi Zelandiji, 18. mesto v Kanadi in 65. v Združenih državah (Billboard Hot 100).
Danes velja za svetovno disko klasiko in eno redkih avtorskih uspešnic, saj je večina ostalih priredb.

## Ozadje
Intro Franka Fariana v skladbo z vokalnim imitiranjem tik-tik-tiks in ritmičnim udarjanjem kemičnega svinčnika po zobeh, je bila popolna in zelo inovativna novost v glasbenem svetu. Farian je, kar mnogi ne vedo, studijsko posnel in odpel tudi vse moške globoke vokale, Bobby Farrell pa je na nastopih samo plesal in imitiral vokale na playback. 
Njegov (Farianov) znameniti studijsko posneti globok glas najprej odpoje "She's crazy like a fool..." in mu Liz Mitchell ter Marcia Barrett v njunih studijsko večkrat nasnetih vokalih v originalu odgovorita "...wild about Daddy Cool". A je bil ta zadnji verz s strani poslušalcev tako pogosto tako napačno interpretiran in razumljen kot "...what about Daddy Cool", da so ga Boney M. na nastopih začeli tudi v resnici prepevati tako.
Pesem se razdeli na Farianov govorjeni del, preden se vrne v basovski riff in še zadnjič ponovi verz in refren. S svojo rahlo hipnotično, ponavljajočo se bas linijo in strunami ter prav tako ponavljajočimi se svetlimi ženskimi vokali je skladba zelo značilna za "münchenski disko" iz sredine sedemdesetih.
Prvotno je založba Hansa Records, ki je izdala to skladbo, želela na A-stran tega singla uvrstiti priredbo Marleyeve "No Woman, No Cry". Vendar je Farian založbo uspel prepričati v nasprotno, potem ko je obe skladbi stestiral v svoji diskoteki St. Ingbertu in uvidel  da je "Daddy Cool" očitna zmagovalka med obiskovalci diskoteke. V ZDA, na Madžarskem in Japonskem (kjer je bil singel izdan šele novembra) je bil singl na B-strani podprt z albumsko skladbo "Lovin' or Leavin'". V vzhodni Nemčiji je bila plošča izdana leta 1977, podprta z njihovo naslednjo uspešnico "Sunny" na B-strani.

## Sodelujoči

### Studijska izvedba
- Liz Mitchell – spremljevalni vokali
- Marcia Barrett – spremljevalni vokali
- Frank Farian – glavni vokal, spremljevalni vokali
- Gary Unwin – bas kitara
- Keith Forsey – bobni
- Nick Woodland – kitara

#### Oddaje, koncerti, nastopi
- Maizie Williams – playback vokal
- Bobby Farrell – playback vokal, plesalec

### Produkcija
- Frank Farian – producent, glasba, besedilo
- George Reyam – glasba, besedilo
- Steven Hammer (Stefan Klinkhammer) – aranžer, dirigent
- Snemanje je potekalo v Union Studios (Monakovo)

## Lestvice

### Tedenska lestvica
| Lestvica (1976–1977)                     | Top mesto |
| ---------------------------------------- | --------- |
| Australia (Kent Music Report)            | 5         |
| Avstrija (Ö3 Austria Top 40)             | 1         |
| Belgija (Ultratop 50 Flanders)           | 1         |
| Canada Top Singles (RPM)                 | 18        |
| Europe (Eurochart Hot 100)               | 1         |
| Finland (Suomen Virallinen)              | 2         |
| France (IFOP)                            | 1         |
| Italy (Musica e dischi)                  | 3         |
| Nizozemska (Dutch Top 40)                | 3         |
| Nizozemska (Single Top 100)              | 3         |
| Nova Zelandija (Recorded Music NZ)       | 15        |
| Norveška (VG-lista)                      | 1         |
| South Africa (Springbok Radio)           | 2         |
| Spain (AFE)                              | 1         |
| Švedska (Sverigetopplistan)              | 1         |
| Švica (Schweizer Hitparade)              | 1         |
| UK Singles (OCC)                         | 6         |
| US Billboard Hot 100                     | 65        |
| US Cash Box                              | 90        |
| Zahodna Nemčija (Official German Charts) | 1         |